# Peakesia striata
Peakesia striata är en insektsart som först beskrevs av Johann Gottlieb Otto Tepper 1896.  Peakesia striata ingår i släktet Peakesia och familjen gräshoppor. Inga underarter finns listade i Catalogue of Life.